# Larisa Šojgu
Larisa Kužugetovna Šojgu (in russo Лариса Кужугетовна Шойгу?; Čadan, 21 gennaio 1953 – Mosca, 10 giugno 2021) è stata una politica, fisica e psichiatra russa, membro della Duma di Stato dal 2007 al 2021.
Nata in una famiglia coinvolta nella politica regionale, Larisa Šojgu inizialmente scelse una carriera in medicina. Dopo aver studiato all'Istituto di Medicina di Tomsk, Larisa Šojgu si laureò nel 1977 e trascorse i successivi 22 anni all'ospedale psichiatrico di Tuva, inizialmente come psichiatra, poi vice capo medico. Si trasferì a Mosca nel 1998, lavorando presso il policlinico centrale del Ministero delle Emergenze, prima di entrare in politica nel 2007 con l'elezione alla Duma di Stato.
Membro di Russia Unita, rappresentò il partito alla Duma nei successivi quattordici anni. Venne rieletta nel 2011 e di nuovo nel 2016. Durante il periodo da deputato, è stata membro del comitato della Duma di Stato per la protezione della salute e vicepresidente del comitato della Duma per le regole e l'organizzazione. Rimase deputata alla Duma fino alla sua morte, avvenuta il 10 giugno 2021, all'età di 68 anni.

## Biografia
Šojgu nacque il 21 gennaio 1953 a Čadan, a Tuva, allora parte della Repubblica Socialista Federale Sovietica Russa, nell'Unione Sovietica. Suo padre, Kužuget Šojgu, era segretario del comitato regionale di Tuva del Partito Comunista dell'Unione Sovietica e vicepresidente del Consiglio dei ministri della Repubblica Socialista Sovietica Autonoma di Tuva. Sua madre, Aleksandra Jakovlevna Šojgu (nata Kudrjavceva), era la seconda moglie di Kužuget. È stata zootecnica, economista e più volte deputata del Consiglio regionale dei deputati del popolo di Tuva. Il fratello minore di Larisa, Sergej Šojgu, si arruolò nell'esercito e nel 2012 diventò ministro della Difesa russo. Sua sorella minore, Irina Kužugetovna Zacharova (nata Šojgu), nacque nel 1960 diventando psichiatra.

## Carriera
Larisa Šojgu studiò alla scuola n. 1 di Kyzyl e con suo fratello Sergej fece anche parte di un gruppo teatrale guidato dalla futura artista popolare russa Nadežda Krasnaja. Studiò per un certo periodo alla scuola matematica per corrispondenza di Novosibirsk, ma poi si iscrisse all'Istituto di Medicina di Tomsk nel 1970, dove incontrò il suo futuro marito, il chirurgo Konstantin Jakubovič Flamenbaum, prima di laurearsi nel 1977. Dal 1976 al 1998 lavorò presso l'ospedale psichiatrico di Tuva, inizialmente come psichiatra, fino a diventare vice capo medico per il lavoro medico. Nel 1998 diventò primo viceministro della Salute della Repubblica di Tuva. Era anche una psichiatra forense e presidente della commissione psichiatrica forense. Per il suo lavoro ebbe il titolo di Dottore onorario della Federazione Russa (in russo Заслуженный врач Российской Федерации?.

### Medicina e politica di Mosca

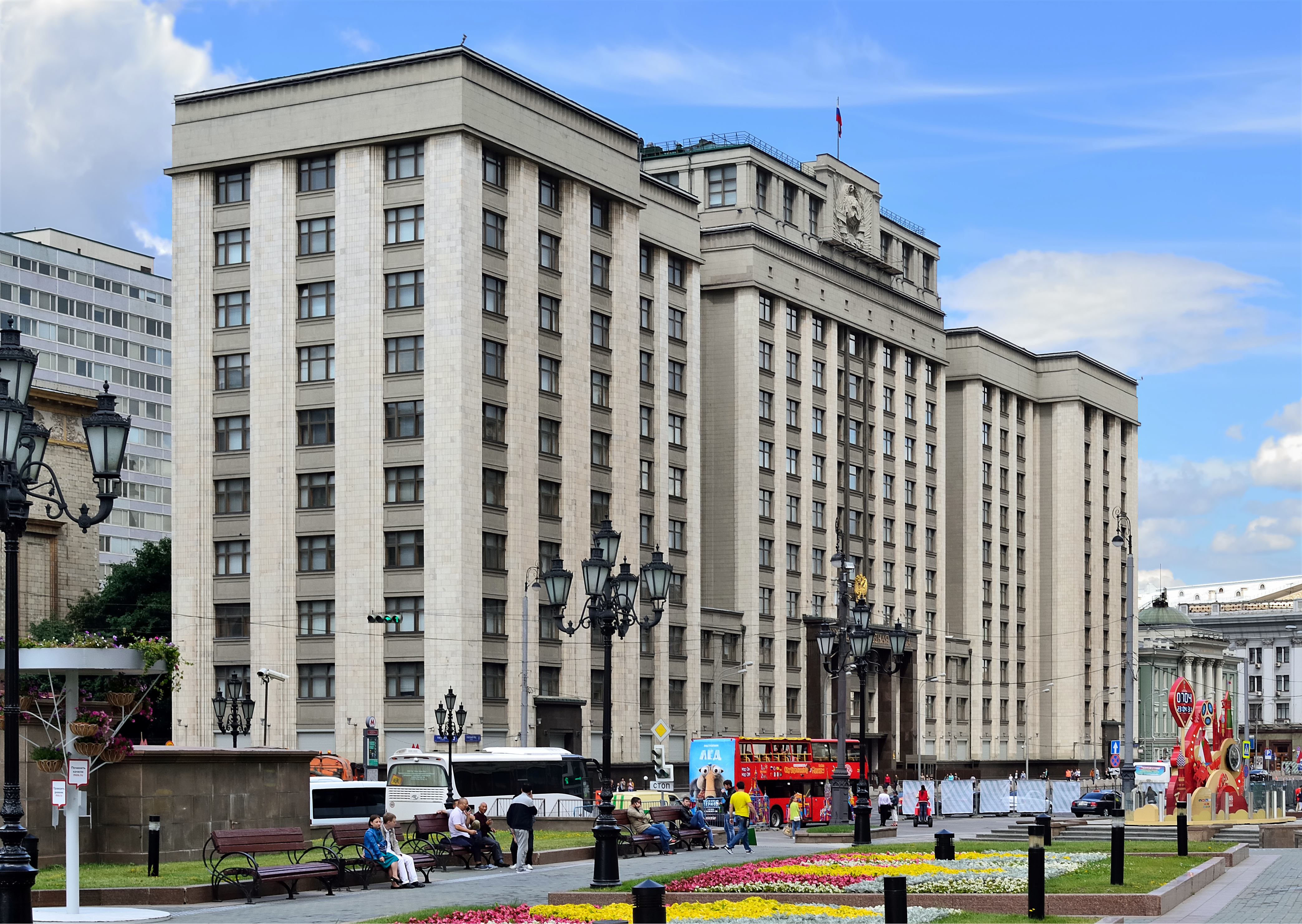
L'edificio della Duma di Stato a Mosca. Šojgu vi fu deputato dal 2007 sino alla sua morte nel 2021

Šojgu si trasferì a Mosca alla fine del 1998, diventando impiegata presso il policlinico centrale del Ministero delle situazioni di emergenza. Dal 2000 al 2007 è stata vice capo del policlinico del Ministero delle situazioni di emergenza per la medicina assicurativa. Entrò a far parte del partito Russia Unita nel 2005 e nel 2007, appena prima di entrare in politica, cambiò il suo cognome da quello del marito, Flamenbaum, ritornando al cognome da nubile.  Il 2 dicembre 2007, nelle elezioni legislative russe di quell'anno, fu eletta deputata della Duma di Stato nella lista dei candidati nominati dal partito Russia Unita. Diventò membro del Comitato per la protezione della salute della Duma di Stato,  fu anche membro della commissione di revisione della fondazione Por-Bazhyn e finanziò la pubblicazione del libro Mysterious Tuva di Sevian Weinstein. Il 4 dicembre 2011, nelle elezioni legislative russe di quell'anno, fu rieletta alla Duma di Stato diventando anche membro del Consiglio generale di Russia Unita.

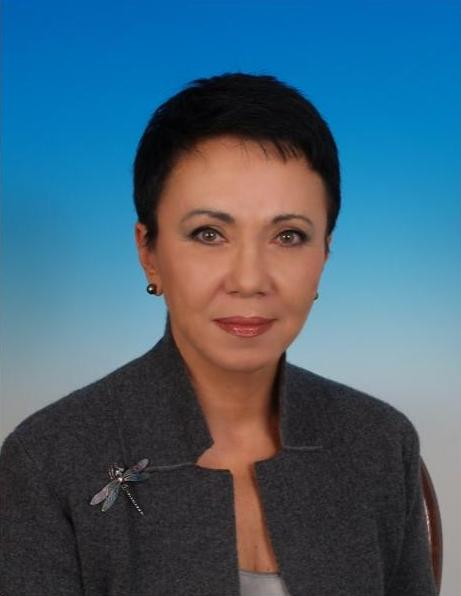
Šojgu nel 2012

Iniziò il suo terzo mandato come deputato della Duma il 18 settembre 2016, nell'ambito sempre di Russia Unita. Fu vicepresidente del Comitato Controllo e Regolamentazione. Nel maggio 2021, dopo essersi assicurata 39.000 dei 42.000 voti, fu la prima alle primarie di Russia Unita. La sua ultima apparizione alla Duma fu il 9 giugno 2021. Durante il suo mandato dal 2007 al 2021, è stata coautrice di 17 iniziative legislative e modifiche nella redazione di leggi federali.

### La morte
Šojgu morì il 10 giugno 2021, all'età di 68 anni, per un ictus in seguito ad un'infezione da COVID-19. La morte fu annunciata da Sergej Neverov, leader di Russia Unita alla Duma, affermando che "la sua partenza è stata una grande perdita per tutti". Il primo ministro russo Michail Mišustin espresse le sue condoglianze, dichiarando che era "una brillante politica, una persona di talento e di buon cuore".